# Михаловский, Александр
Александр Михало́вский (пол. Aleksander Michałowski; 5 мая 1851, Каменец-Подольский — 17 октября 1938, Варшава) — польский пианист и музыкальный педагог.

## Биография
Учился в Лейпцигской консерватории (1867—1869) у Игнаца Мошелеса и Теодора Кокциуса (фортепиано), а также у Карла Райнеке (композиция). Там же дебютировал как пианист, исполнив концерт Фридерика Шопена (1868); шопеновская музыка и в дальнейшем осталась в центре исполнительской деятельности Михаловского. Затем около года занимался в Берлине у Карла Таузига, после чего окончательно обосновался в Варшаве. На трактовку Михаловским шопеновского наследия повлияло интенсивное общение с учеником Шопена и издателем его сочинений Карлом Микули. Выступал также в составе трио со Станиславом Барцевичем и Александром Вержбиловичем.
Он прославился как исполнитель произведений Шопена и прекрасный преподаватель. Он положил начало традиции сольных концертов Шопена в день смерти Шопена (17 октября). Он считается одним из основателей польской фортепианной школы на рубеже XIX и XX веков.  
В 1874—1917 гг. Михаловский преподавал в Варшавской консерватории, с 1891 г. профессор. У него учились, в частности, Ежи Журавлев, Ванда Ландовска, Владислав Шпильман, Владимир Софроницкий; несколько уроков взял у него и юный Нейгауз. 
В 1883 году он женился на Стефании Владиславе Кунегунде Заленской, и у них было пятеро детей: Александра, Константин, Владислав, Павел и Станислав. 
Он был похоронен на Православном кладбище в Варшаве. 